# República da Macedônia nos Jogos Olímpicos de Verão de 2008
A República da Macedônia participou dos Jogos Olímpicos de Verão de 2008, em Pequim, na China. O país estreou nos Jogos em 1996 e esta foi sua 4ª apresentação. Atletas da Macedônia também integraram equipes da Iugoslávia entre 1920 e 1988.

## Desempenho

### Atletismo
| Atleta        | Prova                  | Elim. | Elim. | 1/4 de final | 1/4 de final | Semifinal   | Semifinal   | Final       | Final       |
| Atleta        | Prova                  | Res.  | Pos.  | Res.         | Pos.         | Res.        | Pos.        | Res.        | Pos.        |
| ------------- | ---------------------- | ----- | ----- | ------------ | ------------ | ----------- | ----------- | ----------- | ----------- |
| Ivana Rozhman | 100 m feminino         | 12s92 | 69º   | Não avançou  | Não avançou  | Não avançou | Não avançou | Não avançou | Não avançou |
| Redzep Selman | Salto triplo masculino | 15s29 | 37º   |              |              |             |             | Não avançou | Não avançou |

### Canoagem slalom
Masculino
| Atleta            | Prova         | Prel.     | Prel. | Prel.     | Prel. | Prel.  | Prel. | Semifinal   | Semifinal   | Final       | Final       | Total       | Pos.        |
| Atleta            | Prova         | Corrida 1 | Pos.  | Corrida 2 | Pos.  | Total  | Pos.  | Tempo       | Pos.        | Tempo       | Pos.        | Total       | Pos.        |
| ----------------- | ------------- | --------- | ----- | --------- | ----- | ------ | ----- | ----------- | ----------- | ----------- | ----------- | ----------- | ----------- |
| Atanas Nikolovski | K-1 masculino | 92.63     | 21    | 88.56     | 15    | 181.19 | 19    | Não avançou | Não avançou | Não avançou | Não avançou | Não avançou | Não avançou |

### Lutas
Livre masculino
| Atleta          | Categoria | Prel.                  | 1/8 Final              | 1/4 Final              | Semifinal              | Final                  | Repescagem 1ª fase     | Repescagem 1ª fase     | Disputa do bronze      |
| Atleta          | Categoria | Adversário e resultado | Adversário e resultado | Adversário e resultado | Adversário e resultado | Adversário e resultado | Adversário e resultado | Adversário e resultado | Adversário e resultado |
| --------------- | --------- | ---------------------- | ---------------------- | ---------------------- | ---------------------- | ---------------------- | ---------------------- | ---------------------- | ---------------------- |
| Muzad Ramazanov | −60 kg    | TUR T. Odabasi V 3-1   | KOR Kim J-D. V 3-1     | RUS B. Matirov D 3-0   |                        |                        |                        | AZE Z. Huseynov D 3-1  | Não avançou            |

### Natação
| Atleta            | Prova                 | Elim.   | Elim. | Semifinal   | Semifinal   | Final       | Final       |
| Atleta            | Prova                 | Tempo   | Pos.  | Tempo       | Pos.        | Tempo       | Pos.        |
| ----------------- | --------------------- | ------- | ----- | ----------- | ----------- | ----------- | ----------- |
| Elena Popovska    | 100 m livre feminino  | 59s93   | 47º   | Não avançou | Não avançou | Não avançou | Não avançou |
| Mihajlo Ristovski | 200 m livre masculino | 1m57s45 | 55º   | Não avançou | Não avançou | Não avançou | Não avançou |

### Tiro
Masculino
| Atleta        | Prova              | Qual.  | Qual. | Final       | Final       |
| Atleta        | Prova              | Escore | Pos.  | Escore      | Pos.        |
| ------------- | ------------------ | ------ | ----- | ----------- | ----------- |
| Saso Nestorov | Carabina de ar 10m | 558    | 51    | Não avançou | Não avançou |